# رانفير شوري
رانفير شوري هو ممثل هندي، ولد في 18 أغسطس 1972 بجالاندهار في الهند.

## أعمال

### أفلام
- (2012) إيك تا تايغر

## وصلات خارجية
- رانفير شوري على موقع IMDb (الإنجليزية)
- رانفير شوري على موقع ألو سيني (الفرنسية)
- رانفير شوري على موقع ميوزك برينز (الإنجليزية)
- رانفير شوري على موقع أول موفي (الإنجليزية)
- رانفير شوري على موقع قاعدة بيانات الفيلم (الإنجليزية)
- رانفير شوري على موقع كينوبويسك (الروسية)